# Bier (Maryland)
Bier es un lugar designado por el censo ubicado en el condado de Allegany en el estado estadounidense de Maryland. En el Censo de 2010 tenía una población de 173 habitantes y una densidad poblacional de 45,72 personas por km².

## Geografía
Bier se encuentra ubicado en las coordenadas 39°33′29″N 78°52′6″O / 39.55806, -78.86833. Según la Oficina del Censo de los Estados Unidos, Bier tiene una superficie total de 3.78 km², de la cual 3.77 km² corresponden a tierra firme y (0.27%) 0.01 km² es agua.

## Demografía
Según el censo de 2010, había 173 personas residiendo en Bier. La densidad de población era de 45,72 hab./km². De los 173 habitantes, Bier estaba compuesto por el 98.84% blancos, el 0% eran afroamericanos, el 0.58% eran amerindios, el 0.58% eran asiáticos, el 0% eran isleños del Pacífico, el 0% eran de otras razas y el 0% pertenecían a dos o más razas. Del total de la población el 0% eran hispanos o latinos de cualquier raza.